# Soldado

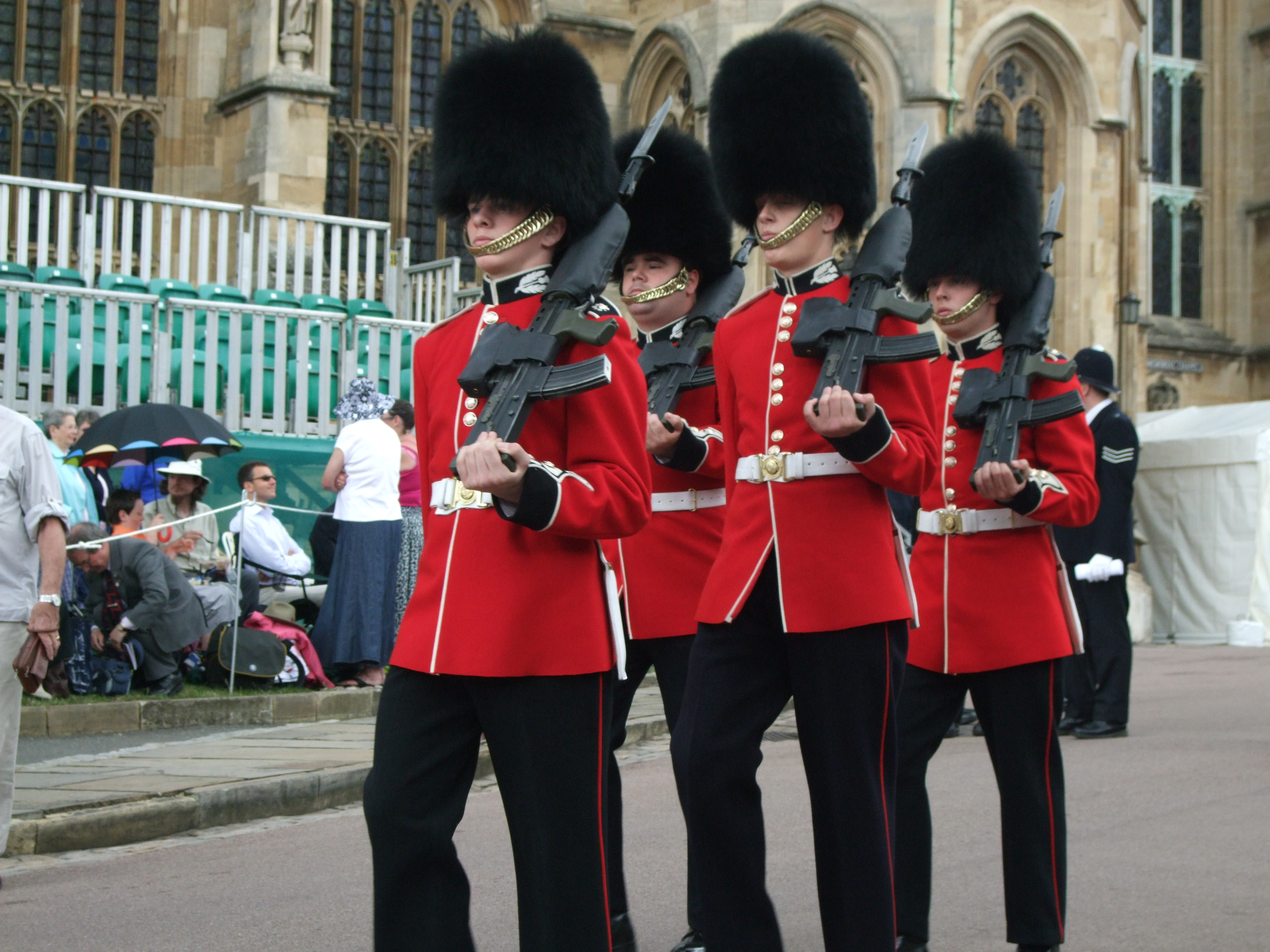
Soldados britânicos integrantes da Guarda da Rainha

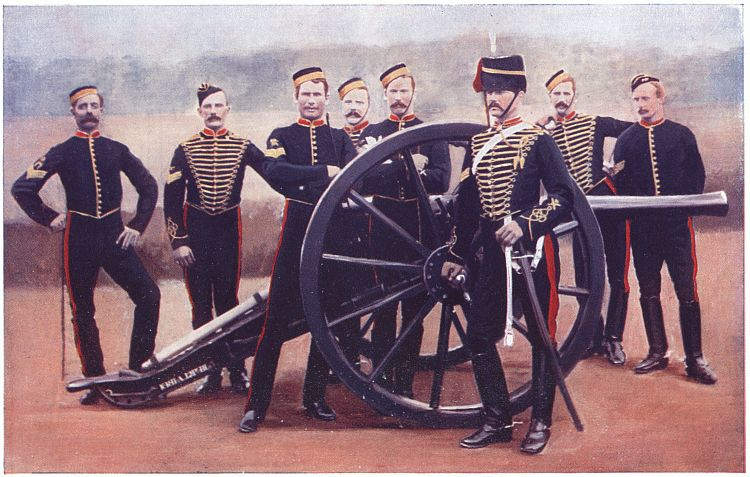
Soldados de Artilharia do Exército Britânico (Século XIX)

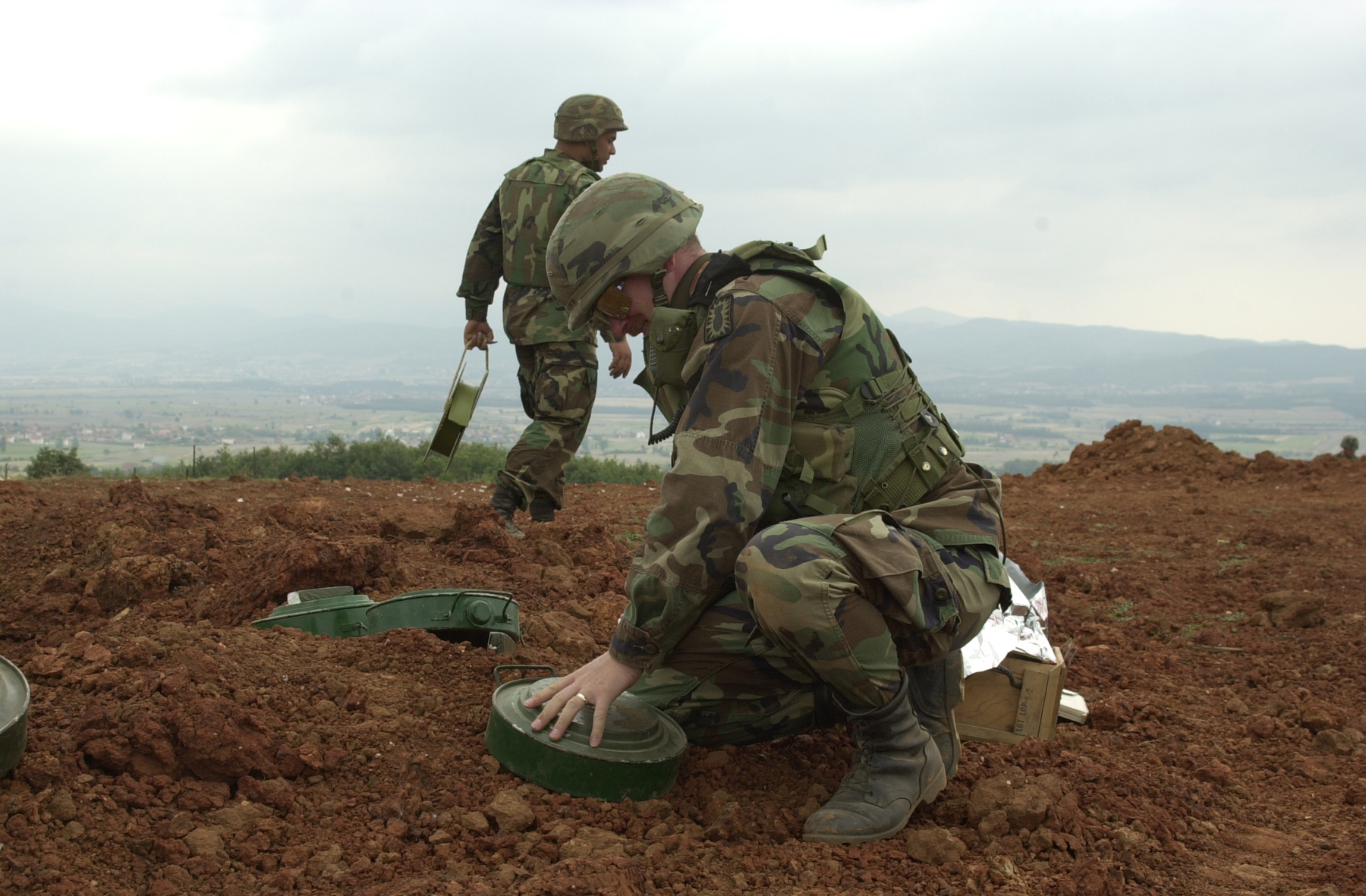
Soldados de Engenharia do Exército dos EUA

Soldados de Logística do Exército Norte-americano

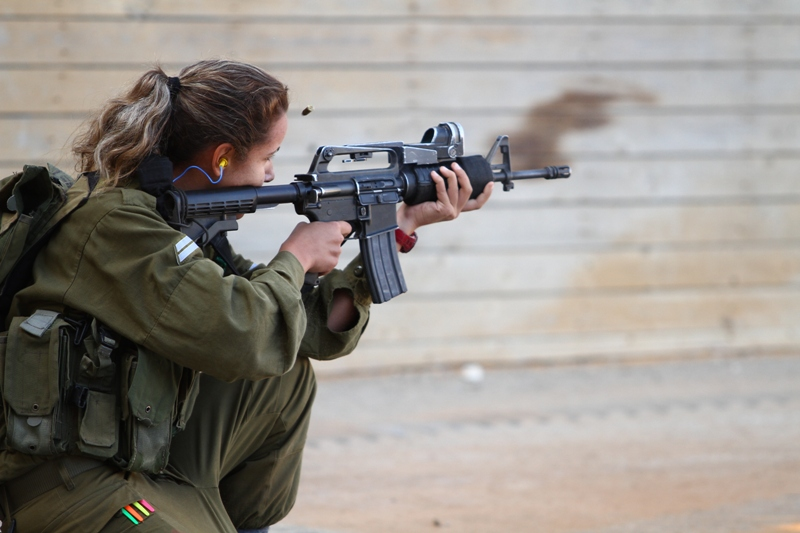
Atualmente, muitos países empregam mulheres como soldados, incluindo em missões de combate, na foto, uma militar das Forças de Defesa de Israel.

Um soldado, e/ou militar (Brasil) em sentido genérico, é uma pessoa que trabalha, voluntariamente ou em consequência de serviço militar obrigatório, nas forças armadas ou forças militarizadas de um país soberano, recebendo treino e equipamento para defender o referido país e os seus interesses. Na sua condição de membro das forças armadas ou militarizadas, tem o estatuto de militar. Apesar de ser um militar, pode desempenhar funções não combatentes, ligadas à tropa.
Em sentido restrito, também é utilizado o termo "Soldado" para designar o posto mais baixo e/ou inicial da categoria de marinheiro, praças das componentes terrestres e aéreas das forças armadas e/ou Armada (Marinha). Para designar o posto correspondente, nas componentes navais, normalmente, usam-se termos marítimos, como "marinheiro" ou "grumete".
O termo "soldado" deriva do italiano: "soldato" (participio do verbo soldare) – alguém a quem se pagou o "soldo" para servir. "Soldo" deriva do latim "solidum nummum" e designava uma moeda de ouro da Roma imperial.

## História
Desde a antiguidade que, praticamente, todas as culturas, civilizações e países dispuseram de algum tipo de força militar composta de soldados, seja para conquistar mais território, seja para defender o seu próprio manter sua soberania e/ou independência política. Quando não existia o serviço militar obrigatório, era-se mobilizada toda a sociedade nesse serviço, como foi o caso de muitos países e até hoje (como o Principado de Mônaco, por exemplo). Normalmente, o serviço militar era obrigatório para quase todos os homens e mulheres (Esparta e China Imperial de Sun Tzu). 
Até ao século XX, as mulheres não cumpriam - salvo muito raras excepções (referido acima) - serviço militar. Nos dias atuais, existem vários países que tem mais de 20% de mulheres nas suas forças armadas (na China de Sun Tzu e em Esparta, na Grécia Antiga, era de 100%).
Os soldados da antiga Esparta são, ainda hoje, considerados como o exemplo da força, motivação e preparação para o combate. Cada espartano recebia uma dura instrução militar desde pequeno, transformando-se num soldado de elite que dedicava toda a sua vida à defesa militar da sua pátria.
Mais tarde surge o Exército Romano (Legião Romana, conhecido por ser o primeiro exército profissional do mundo e o mais disciplinado de sempre. As legiões romanas constituíram a principal máquina de expansão do Império Romano e do mesmo se ter tornado um dos mais extensos da História. O primeiro pagamento militar iniciou-se no exército romano, sendo chamado de soldo, e foi na realidade o nascimento de um pagamento em dinheiro por serviços mensais, até aos dias de hoje em qualquer profissão. Foi também o primeiro exército a ter regras, normas e treinamento, que são seguidas até aos dias de hoje. Sem esquecer que naquela época, já tinham hospitais de campanha, unidades militares de engenharia, e foram os mentores dos primeiros serviços secretos, entre outras coisas.
Hoje em dia, a maioria dos países possui forças armadas, sendo os Estados Unidos considerados a maior potência militar, onde o soldado feminino se faz presente.

## Especialidades
Na atualidade - como no passado - os soldados são especialistas em determinado ramo militar. Alguns desses soldados especialistas recebem designações próprias. Algumas dessas designações, atuais e antigas, são:
- Soldados de Infantaria:
  - Hoplita
  - Falangista
  - Legionário
  - Piqueiro
  - Alabardeiro
  - Arqueiro
  - Besteiro
  - Arcabuzeiro
  - Mosqueteiro
  - Fuzileiro
  - Granadeiro
  - Caçador
  - Atirador
  - Porta-machado
  - Paraquedista
  - Mergulhador

- Soldados de cavalaria:
  - Cavaleiro
  - Couraceiro
  - Carabineiro
  - Hussardo
  - Dragão
  - Caçador a cavalo
  - Lanceiro

- Soldados de artilharia:
  - Bombardeiro
  - Artilheiro
  - Apontador
  - Municiador
  - Servente
  - Condutor

- Soldados de engenharia:
  - Artífice
  - Sapador
  - Pontoneiro
  - Pioneiro
  - Mineiro

- Soldados de logística e serviços
  - Corneteiro
  - Clarim
  - Tambor
  - Músico
  - Quarteleiro
  - Despenseiro
  - Vagomestre

- Soldados étnicos:
  - Sipaio
  - Cossaco
  - Streltsy
  - Retre
  - Lansquenete
  - Almogavare
  - Almocacém
  - Ginete
  - Pandur
  - Spahi
  - Zuavo
  - Janízaro